# Glaresis holmi
Glaresis holmi es una especie de coleóptero de la familia Glaresidae.

## Distribución geográfica
Habita en Namibia.